# Klaus Mahlamäki
Klaus Mahlamäki (Turku, 23 agosto 1949) è un ex cestista finlandese.

## Carriera
Con la Finlandia ha disputato i Campionati europei del 1977.

## Palmarès
- Campionato finlandese: 3

Tapion Honka: 1969-70, 1973-74, 1975-76